# Viola von Cramon-Taubadel
Viola von Cramon-Taubadel, née le 23 mars 1970 à Halle, est une femme politique allemande. Membre de l'Alliance 90/Les Verts (Die Grünen), elle est députée européenne de 2019 à 2024.

## Biographie
Membre des Verts, Viola von Cramon-Taubadel est élue en 2009 sur la liste nationale de son parti au Bundestag. 
Elle est élue députée européenne en mai 2019.